# ثيودور رودولف جوزيف نيتشكه
ثيودور رودولف جوزيف نيتشكه (بالألمانية: Theodor Rudolph Joseph Nitschke) هو أخصائي فطريات وعالم نبات ألماني، ولد في 3 أبريل 1834 في فروتسواف في بولندا، وتوفي في 30 أغسطس 1883 في مونستر في ألمانيا.